# Eric Dahlström
Eric Elis Eugen Dahlström, född den 23 augusti 1888 på Skeppsholmen, Stockholm, död den 11 augusti 1958 i Gustav Vasa församling i Stockholm, var en svensk skådespelare och recitatör.
Han är gravsatt i Högalids kolumbarium i Stockholm.

## Filmografi
- 1934 – Simon i Backabo
- 1934 – Karl Fredrik regerar
- 1936 – På Solsidan
- 1936 – Samvetsömma Adolf
- 1936 – Släkten är värst
- 1937 – Ryska snuvan
- 1938 – Du gamla du fria
- 1938 – Med folket för fosterlandet
- 1939 – Skanör-Falsterbo
- 1939 – Landstormens lilla Lotta
- 1939 – Filmen om Emelie Högqvist
- 1940 – En sjöman till häst
- 1940 – Blyge Anton
- 1940 – Stora famnen
- 1941 – Göranssons pojke
- 1941 – Striden går vidare
- 1943 – När ungdomen vaknar
- 1943 – En fånge har rymt
- 1944 – När seklet var ungt
- 1945 – Rattens musketörer
- 1945 – Jagad
- 1946 – Klockorna i Gamla Sta'n
- 1948 – Hammarforsens brus
- 1950 – Ung och kär
- 1952 – Janne Vängman i farten

### Fotnoter
1. ↑  ”Eric Dahlström”. Svensk Filmdatabas. http://www.sfi.se/sv/svensk-filmdatabas/Item/?type=PERSON&itemid=59941&ref=%2ftemplates%2fSwedishFilmSearchResult.aspx%3fid%3d1225%26epslanguage%3dsv%26searchword%3dEric+Dahlstr%C3%B6m%26type%3dPerson%26match%3dBegin%26page%3d1%26prom%3dFalse. Läst 21 februari 2013.
2. ↑  ”SvenskaGravar”. Arkiverad från originalet den 22 september 2018. https://web.archive.org/web/20180922024529/http://www.svenskagravar.se/gravsatt/71534793. Läst 21 september 2018.